# Hanshagen (Mecklenburg)
Hanshagen is een plaats en voormalige gemeente in de Duitse deelstaat Mecklenburg-Voor-Pommeren en maakt deel uit van de gemeente Upahl in het district Nordwestmecklenburg.

## Indeling voormalige gemeente
Tot de gemeente behoorden de volgende Ortsteile:

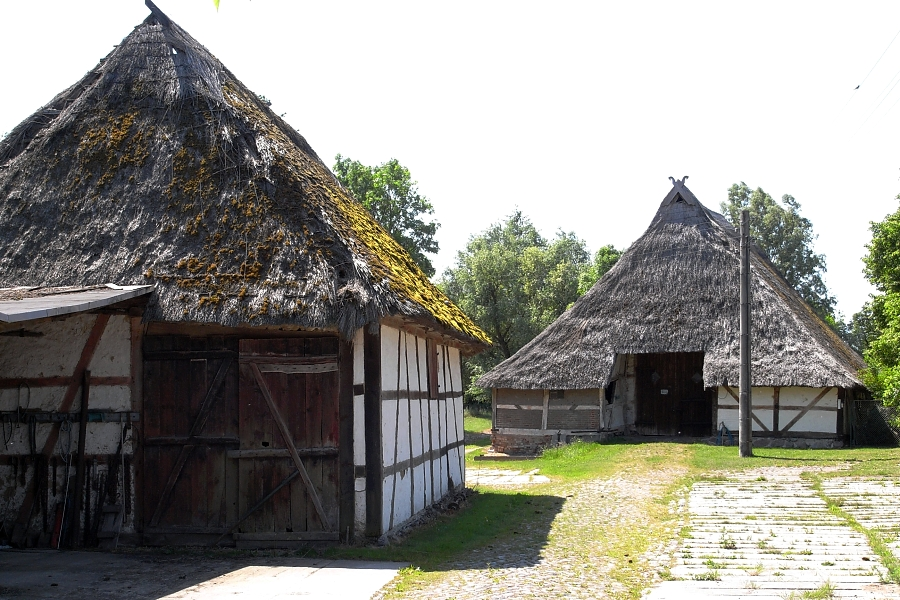
Boerderij in Sievershagen

- Blieschendorf
- Hanshagen
- Sievershagen, sinds 1 juli 1950